# Nayemont-les-Fosses
Nayemont-les-Fosses é uma comuna francesa na região administrativa do Grande Leste, no departamento de Vosges. Estende-se por uma área de 8.91 km². Em 2010 a comuna tinha 830 habitantes (densidade: 93,2 hab./km²).